# Vim (uređivač teksta)
Vim je uređivač teksta izvorno izdan za Amiga računala. Naziv Vim je kratica koja znači Vi IMproved (odnosno unaprijeđeni Vi) jer se Vim smatra proširenom inačicom vi uređivača s mnogim dodatnim značajkama korisnim u uređivanju izvornog koda. Isprva je kratica Vim označavala Vi IMitation no to je kasnije izdavanjem inačice 2.0 u prosincu 1993. godine promijenjeno.
Iako isprva namijenjen samo za Amiga računala Vim je u međuvremenu postao dostupan na mnogobrojnim drugim platformama.
Vim je slobodan softver izdan pod licencom koja uključuje tzv. charityware odredbe za poticanje korisnika doniranju u dobrotvorne (charity) svrhe. Licenca je kompatibilna s GNU GPL licencom.

## Sučelje
Kao što je slučaj i s vi uređivačem, Vim sučelje se ne temelji na izbornicima ili sličicama već na naredbama datim putem tekstualnog korisničkog sučelja. Grafičko sučelje, odnosno gVim, dodaje izbornike te alatnu traku za učestalo korištene naredbe no potpuna funckionalnost je i dalje uglavnom izražena putem naredbene ljuske.
Vim sadrži ugrađeni priručnik za uporabu (dostupan unosom naredbe vimtutor). Postoji također i Vim vodič za korisnike koji podrobnije opisuje sve mogućnosti uređivača. Vodič se može čitati direktno iz programa a dostupan je i putem mreže.
Preostali pomoćni sadržaj se može otvoriti korištenjem :help naredbe.

## Prilagođavanje
Jednom od važnijih značajki Vim uređivača se smatra sposobnost prilagođavanja programa. Korisniku stoji na odabir mogućnost podešavanja osobnih prečaca (tzv. macro) za automatiziranje slijedova te pozivanje unutrašnjih (ili korisničkih) funkcija.

## Također pogledajte
Uređivač teksta
Usporedba uređivača teksta

## Vanjske poveznice
- (engl.) Službena stranica
- (engl.) Vim dokumentacija
- (engl.) Vim početnički priručnik  Arhivirana inačica izvorne stranice od 3. rujna 2011. (Wayback Machine)